# Grigórievka (Bélgorod)
|  | Per a altres significats, vegeu «Grigórievka». |

Grigórievka - Григорьевка (rus) - és un poble (un khútor) de l'óblast de Bélgorod, a Rússia. El 2010 tenia 38 habitants. Pertany al districte (raion) de Prókhorovka.